# Johann Eccarius
Johann Georg Eccarius (también conocido como John George Eccarius; 23 de agosto de 1818 - 5 de marzo de 1889) fue un sastre y activista laboral de Turingia. Eccarius fue miembro de la Liga de los Justos y más tarde de la Liga Comunista antes de convertirse en Secretario General de la Asociación Internacional de Trabajadores (AIT), comúnmente conocida como la Primera Internacional, en 1867.

## Biografía

### Primeros años
Johann Georg Eccarius, también conocido con el nombre anglicanizado de John George Eccarius, nació el 23 de agosto de 1818 en Friedrichroda, Turingia (hoy parte de Alemania).

### Carrera política
Eccarius fue miembro de la Liga de los Justos y más tarde de la Liga de los Comunista.
El 28 de septiembre de 1864, Eccarius participó en la primera reunión de la Asociación Internacional de Trabajadores (IWA) en St. Martin's Hall en Londres. Eccarius sería elegido allí como miembro del Consejo General gobernante, cargo que conservaría hasta el traslado de la sede de la Internacional a América en 1872. Eccarius sería un miembro fijo de la IWA, asistiendo a todas las conferencias y congresos internacionales de esa organización durante sus ocho años de duración en Europa.
El 9 de julio de 1867, el secretario general de la AIT, Robert Shaw, dimitió de su cargo debido a la imposibilidad de encontrar trabajo en Londres, lo que hizo insostenible su puesto como jefe del Consejo General allí. Tras el nombramiento del periodista Peter Fox, Eccarius fue elegido por unanimidad nuevo jefe de esa organización. Se desempeñaría como jefe formal de la IWA hasta 1871.
Desde 1870 hasta 1872, Eccarius fue el Secretario Correspondiente de la IWA para América, sirviendo como punto de contacto con los seguidores de la organización al otro lado del Atlántico.
Se desempeñó como tesorero de la efímera Land and Labor League de 1869 a 1873.

### Últimos años
A finales de la década de 1870, participó activamente en la Manhood Suffrage League.

### Muerte
Eccarius murió el 4 de marzo de 1889.